# La Chapelle-Moulière

La Chapelle-Moulière este o comună în departamentul Vienne, Franța. În 2009 avea o populație de 640 de locuitori.